# Legione straniera (film 1928)
Legione straniera (The Foreign Legion) è un film del 1928 diretto da Edward Sloman. È il secondo adattamento per lo schermo di The Red Mirage, romanzo di I. A. R. Wylie, dopo la versione del 1915 che aveva come titolo The Unknown.

## Trama
Richard Farquhar, falsamente accusato di un crimine, viene costretto a lasciare l'esercito. L'uomo non si difende, per proteggere Arnaud, il marito della sua ex fidanzata, Sylvia. Farquhar si arruola nella Legione Straniera, dove si trova come comandante suo padre, che lui non vede da quando era bambino. Quando Richard rivede tempo dopo Sylvia con Arnaud, Destinn, il comandante, è costretto a condannare a morte Richard. Ma, venuto a sapere che quello è suo figlio, si sacrifica per farlo fuggire insieme alla nuova fidanzata Gabrielle.

## Produzione
Il film fu prodotto dall'Universal Pictures con il titolo di lavorazione The Red Mirage, stesso titolo del romanzo - pubblicato a Londra nel 1913 - su cui si basa la sceneggiatura di Charles Kenyon.

## Distribuzione
Il copyright del film, richiesto dalla Universal Pictures Corp., fu registrato il 18 marzo 1928 con il numero LP25168. Distribuito dall'Universal, il film fu presentato in prima a New York il 23 giugno, uscendo in seguito nelle sale il 1º luglio o il 23 settembre dello stesso anno. Una copia del film, un positivo in 16 mm, dovrebbe esistere ancora

### Date di uscita
IMDb
- USA	23 giugno 1928 (New York, première)
- Finlandia	23 settembre 1929
- Portogallo 15 aprile 1930

Alias
- The Foreign Legion 	USA (titolo originale)
- The Red Mirage USA (titolo di lavorazione)
- Die Armee der Heimatlosen	Austria
- Die Fremdenlegion 	Austria
- Die Hölle der Heimatlosen	Germania
- I legeon ton xenon 	Grecia
- Legião Estrangeira 	Portogallo
- Legione straniera	Italia